# Evangelische Kirche (Mecklar)

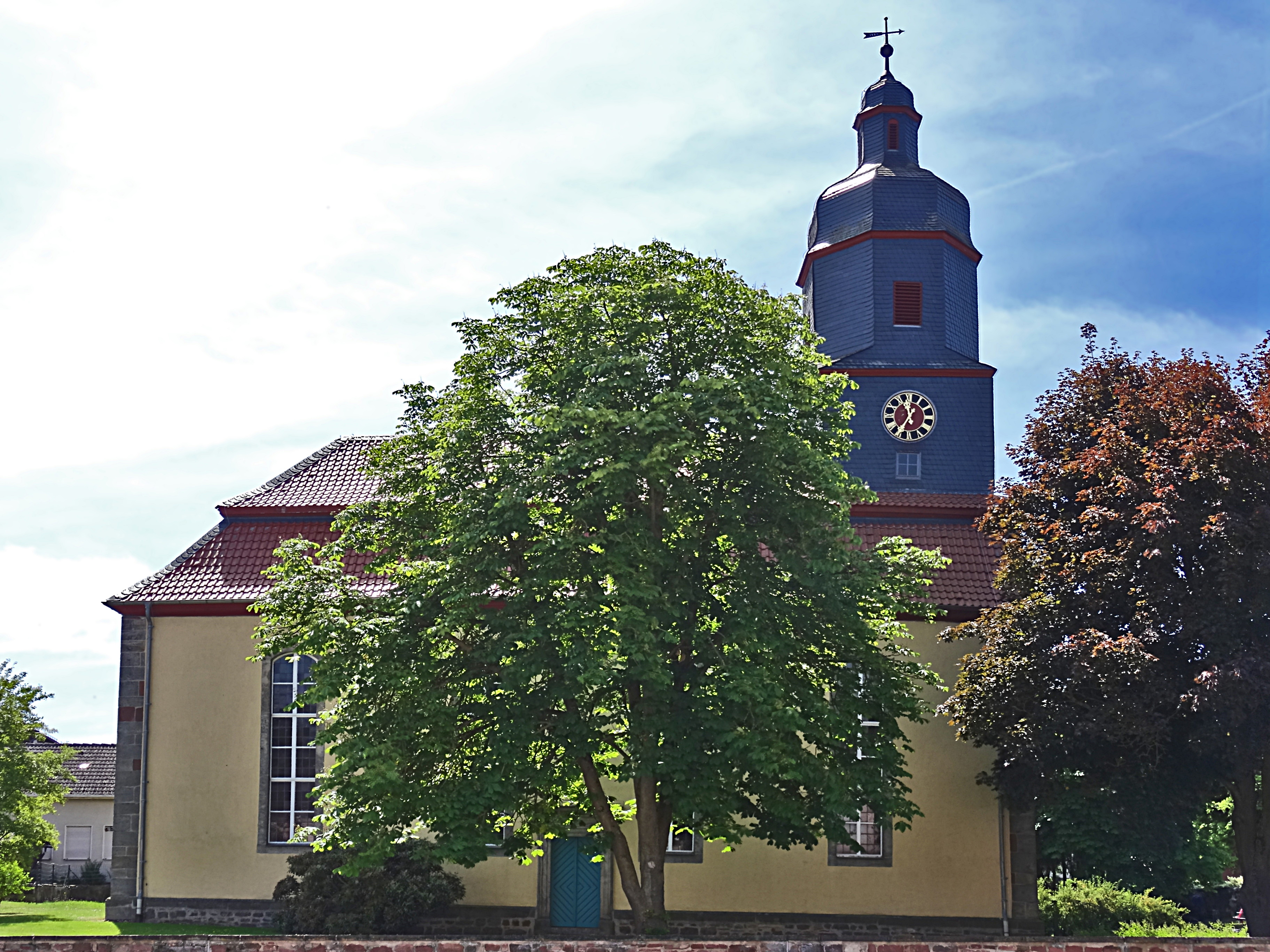
Evangelische Kirche in Mecklar

Die evangelische Kirche Mecklar ist ein denkmalgeschütztes Kirchengebäude in Mecklar, einem Ortsteil der Gemeinde Ludwigsau im Landkreis Hersfeld-Rotenburg  (Hessen). Die Kirchengemeinde Mecklar ist mit der Kirchengemeinde Meckbach zu einem Kirchspiel verbunden. Sie gehören zum Kirchenkreis Hersfeld-Rotenburg im Sprengel Hanau-Hersfeld der Evangelischen Kirche von Kurhessen-Waldeck. Sie wurde 2015 zur ersten Radwegekirche im Kirchenkreis.

## Beschreibung

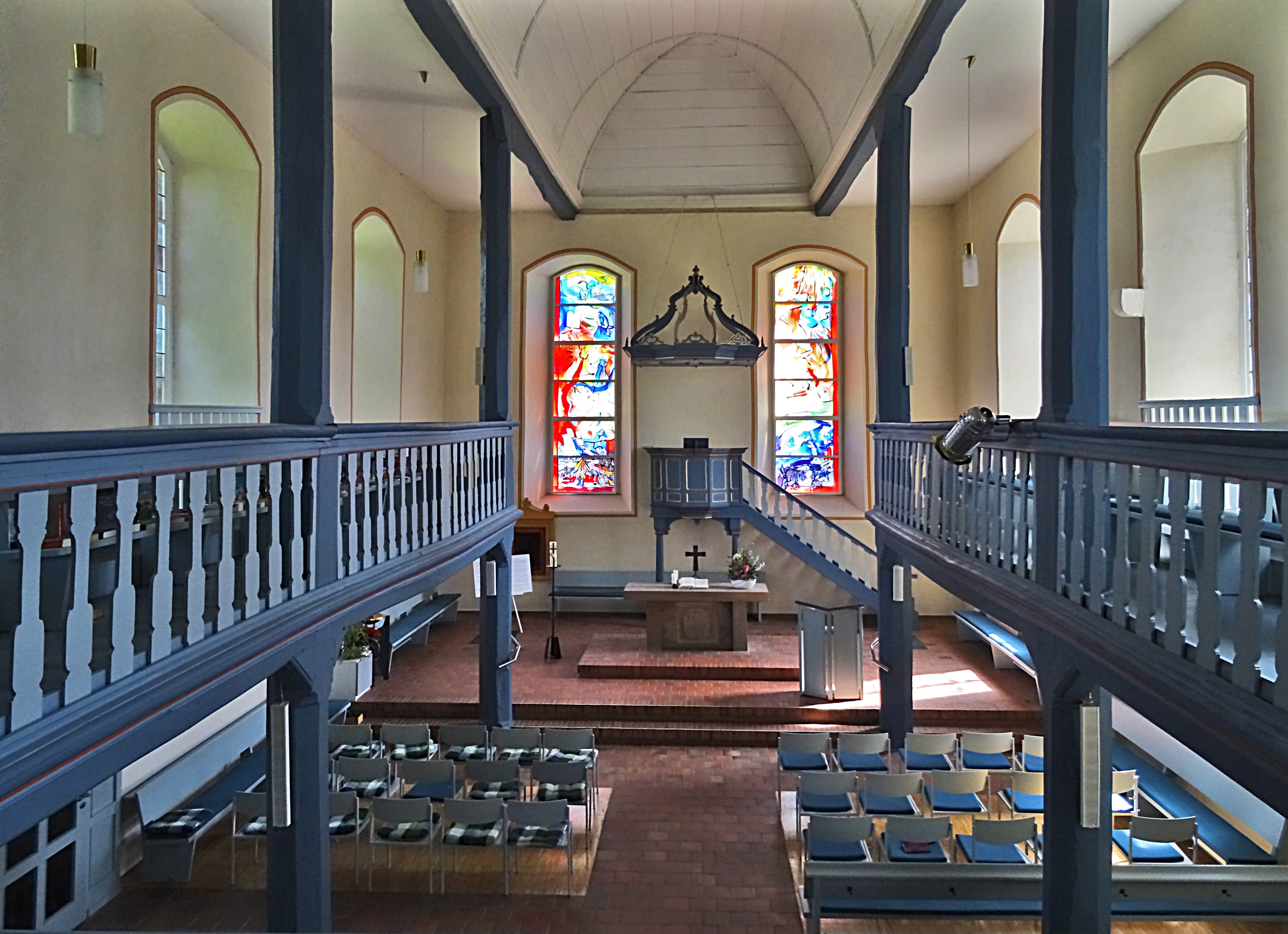
Innenansicht

Die Saalkirche wurde anstelle eines Vorgängerbaus 1732–34 nach einem Entwurf von Adam Johann Erdinger gebaut. Das Kirchenschiff ist mit einem Mansarddach bedeckt, aus dem sich im Westen ein quadratischer  schiefergedeckter Dachreiter erhebt, der die Zifferblätter der Turmuhr enthält. Darauf befindet sich ein achteckiger, mit Klangarkaden versehener Aufsatz, in dessen Glockenstuhl eine 1465 gegossene Kirchenglocke hängt. Er ist mit einer glockenförmigen Haube bedeckt, auf der eine Laterne sitzt. Der Innenraum ist in der Mitte zwischen den Emporen, die ursprünglich zweigeschossig waren, mit einem Tonnengewölbe überspannt. Die Kanzel steht hinter dem Altar. Aus der Vorgängerkirche stammt ein Sakramentshaus im Chor vom Ende des 15. Jahrhunderts und ein Relief auf der Vorderseite des Altars.